# 贾兰

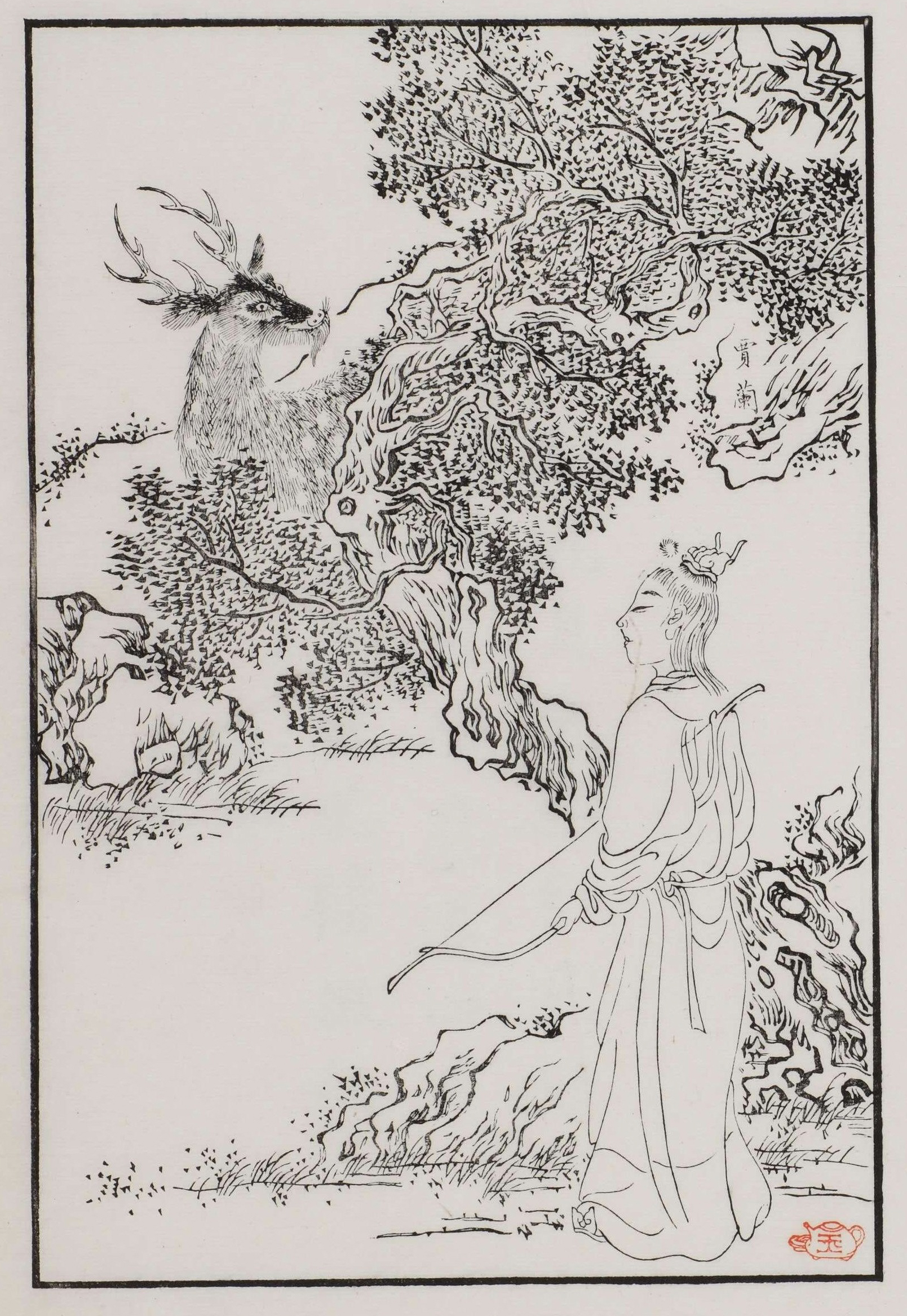
贾兰,【清】改琦绘

贾兰，《红楼梦》人物，贾珠与李纨之子，贾政之长孙。贾珠死后，李纨把全副精力都投入到对他的培养上，从小让他诵读四书五经，走傳統仕宦之道，高鶚所續後四十回中考中第一百三十名舉人。